# غیرت ایزاکوف
غیرت ایزاکوف (قرقیزی: Кайрат Ызаков؛ زادهٔ ۸ ژوئن ۱۹۹۷) بازیکن فوتبال اهل قرقیزستان است.
وی همچنین در تیم ملی فوتبال قرقیزستان بازی کرده‌است.